# Challenge Ciclista a Mallorca 2022
La 31.ª edición de la Challenge Ciclista a Mallorca fue una serie de carreras de ciclismo que se celebró en España entre el 26 y el 30 de enero de 2022, sobre un recorrido total de 826 kilómetros en la isla balear de Mallorca.
Las cinco carreras formaron parte del UCI Europe Tour 2022, calendario ciclístico de los Circuitos Continentales UCI, dentro de la categoría 1.1.

## Equipos participantes
Tomaron parte en la carrera 25 equipos: 10 de categoría UCI WorldTeam, 9 de categoría UCI ProTeam y 6 de categoría Continental. Los equipos participantes fueron:
| WorldTeams (10)- Movistar Team - UAE Team Emirates - Bora-Hansgrohe - AG2R Citroën Team - Israel-Premier Tech - Lotto-Soudal - BikeExchange-Jayco - Cofidis - Intermarché-Wanty-Gobert Matériaux - Trek-Segafredo ProTeams (9)- Caja Rural-Seguros RGA - Euskaltel-Euskadi - Equipo Kern Pharma - Eolo-Kometa - Bardiani-CSF-Faizanè - Arkéa-Samsic - Burgos-BH - Sport Vlaanderen-Baloise - Drone Hopper-Androni Giocattoli Equipos continentales (6)- BEAT Cycling - Java Kiwi Atlántico - Electro Hiper Europa-Caldas - Manuela Fundación Continental - Work Service-Vitalcare-Dynatek - Minerva Cycling Team |
| |

## Clasificaciones finales
- Las clasificaciones finalizaron de la siguiente forma:

### Trofeo Calviá Peguera-Palmanova
| \| Clasificación general \| Clasificación general \| Clasificación general \| Clasificación general \| Clasificación general \| \| Ciclista \| Ciclista \| Equipo \| Tiempo \| \| \| --------------------- \| --------------------- \| ---------------------------------- \| --------------------- \| --------------------- \| \| 1.º \| Brandon McNulty \| UAE Team Emirates \| 3 h 57 min 37 s \| \| \| 2.º \| Joel Suter \| UAE Team Emirates \| + 1 min 17 s \| \| \| 3.º \| Vincenzo Albanese \| Eolo-Kometa \| + 1 min 17 s \| \| \| 4.º \| Tim Wellens \| Lotto-Soudal \| + 1 min 17 s \| \| \| 5.º \| Simon Clarke \| Israel-Premier Tech \| + 1 min 17 s \| \| \| 6.º \| Alejandro Valverde \| Movistar Team \| + 1 min 17 s \| \| \| 7.º \| Kobe Goossens \| Intermarché-Wanty-Gobert Matériaux \| + 1 min 17 s \| \| \| 8.º \| Łukasz Owsian \| Arkéa-Samsic \| + 1 min 17 s \| \| \| 9.º \| Emanuel Buchmann \| Bora-Hansgrohe \| + 1 min 17 s \| \| \| 10.º \| Ben Zwiehoff \| Bora-Hansgrohe \| + 2 min 54 s \| \| |                    |                                    |                 |
| |                    |                                    |                 |
| Fuente: ProCyclingStats |                    |                                    |                 |
| Clasificación general |                    |                                    |                 |
| Ciclista | Ciclista           | Equipo                             | Tiempo          |
| 1.º | Brandon McNulty    | UAE Team Emirates                  | 3 h 57 min 37 s |
| 2.º | Joel Suter         | UAE Team Emirates                  | + 1 min 17 s    |
| 3.º | Vincenzo Albanese  | Eolo-Kometa                        | + 1 min 17 s    |
| 4.º | Tim Wellens        | Lotto-Soudal                       | + 1 min 17 s    |
| 5.º | Simon Clarke       | Israel-Premier Tech                | + 1 min 17 s    |
| 6.º | Alejandro Valverde | Movistar Team                      | + 1 min 17 s    |
| 7.º | Kobe Goossens      | Intermarché-Wanty-Gobert Matériaux | + 1 min 17 s    |
| 8.º | Łukasz Owsian      | Arkéa-Samsic                       | + 1 min 17 s    |
| 9.º | Emanuel Buchmann   | Bora-Hansgrohe                     | + 1 min 17 s    |
| 10.º | Ben Zwiehoff       | Bora-Hansgrohe                     | + 2 min 54 s    |

### Trofeo Alcudia-Puerto de Alcudia
| \| Clasificación general \| Clasificación general \| Clasificación general \| Clasificación general \| Clasificación general \| \| Ciclista \| Ciclista \| Equipo \| Tiempo \| \| \| --------------------- \| --------------------- \| ---------------------------------- \| --------------------- \| --------------------- \| \| 1.º \| Biniam Girmay \| Intermarché-Wanty-Gobert Matériaux \| 3 h 50 min 48 s \| \| \| 2.º \| Ryan Gibbons \| UAE Team Emirates \| + 0 s \| \| \| 3.º \| Giacomo Nizzolo \| Israel-Premier Tech \| + 0 s \| \| \| 4.º \| Iván García Cortina \| Movistar Team \| + 0 s \| \| \| 5.º \| Matis Louvel \| Arkéa-Samsic \| + 0 s \| \| \| 6.º \| Michael Matthews \| BikeExchange-Jayco \| + 0 s \| \| \| 7.º \| Piet Allegaert \| Cofidis \| + 0 s \| \| \| 8.º \| Pascal Ackermann \| UAE Team Emirates \| + 0 s \| \| \| 9.º \| Jesús Ezquerra \| Burgos-BH \| + 0 s \| \| \| 10.º \| Lawrence Naesen \| AG2R Citroën Team \| + 0 s \| \| |                     |                                    |                 |
| |                     |                                    |                 |
| Fuente: ProCyclingStats |                     |                                    |                 |
| Clasificación general |                     |                                    |                 |
| Ciclista | Ciclista            | Equipo                             | Tiempo          |
| 1.º | Biniam Girmay       | Intermarché-Wanty-Gobert Matériaux | 3 h 50 min 48 s |
| 2.º | Ryan Gibbons        | UAE Team Emirates                  | + 0 s           |
| 3.º | Giacomo Nizzolo     | Israel-Premier Tech                | + 0 s           |
| 4.º | Iván García Cortina | Movistar Team                      | + 0 s           |
| 5.º | Matis Louvel        | Arkéa-Samsic                       | + 0 s           |
| 6.º | Michael Matthews    | BikeExchange-Jayco                 | + 0 s           |
| 7.º | Piet Allegaert      | Cofidis                            | + 0 s           |
| 8.º | Pascal Ackermann    | UAE Team Emirates                  | + 0 s           |
| 9.º | Jesús Ezquerra      | Burgos-BH                          | + 0 s           |
| 10.º | Lawrence Naesen     | AG2R Citroën Team                  | + 0 s           |

### Trofeo Serra de Tramuntana (Lloseta-Deia)
| \| Clasificación general \| Clasificación general \| Clasificación general \| Clasificación general \| Clasificación general \| \| Ciclista \| Ciclista \| Equipo \| Tiempo \| \| \| --------------------- \| --------------------- \| ---------------------------------- \| --------------------- \| --------------------- \| \| 1.º \| Tim Wellens \| Lotto-Soudal \| 4 h 12 min 32 s \| \| \| 2.º \| Alejandro Valverde \| Movistar Team \| + 0 s \| \| \| 3.º \| Simon Clarke \| Israel-Premier Tech \| + 0 s \| \| \| 4.º \| Brandon McNulty \| UAE Team Emirates \| + 0 s \| \| \| 5.º \| Kobe Goossens \| Intermarché-Wanty-Gobert Matériaux \| + 0 s \| \| \| 6.º \| Emanuel Buchmann \| Bora-Hansgrohe \| + 0 s \| \| \| 7.º \| Enric Mas \| Movistar Team \| + 14 s \| \| \| 8.º \| Warren Barguil \| Arkéa-Samsic \| + 14 s \| \| \| 9.º \| Ben Zwiehoff \| Bora-Hansgrohe \| + 19 s \| \| \| 10.º \| Felix Gall \| AG2R Citroën Team \| + 1 min 52 s \| \| |                    |                                    |                 |
| |                    |                                    |                 |
| Fuente: ProCyclingStats |                    |                                    |                 |
| Clasificación general |                    |                                    |                 |
| Ciclista | Ciclista           | Equipo                             | Tiempo          |
| 1.º | Tim Wellens        | Lotto-Soudal                       | 4 h 12 min 32 s |
| 2.º | Alejandro Valverde | Movistar Team                      | + 0 s           |
| 3.º | Simon Clarke       | Israel-Premier Tech                | + 0 s           |
| 4.º | Brandon McNulty    | UAE Team Emirates                  | + 0 s           |
| 5.º | Kobe Goossens      | Intermarché-Wanty-Gobert Matériaux | + 0 s           |
| 6.º | Emanuel Buchmann   | Bora-Hansgrohe                     | + 0 s           |
| 7.º | Enric Mas          | Movistar Team                      | + 14 s          |
| 8.º | Warren Barguil     | Arkéa-Samsic                       | + 14 s          |
| 9.º | Ben Zwiehoff       | Bora-Hansgrohe                     | + 19 s          |
| 10.º | Felix Gall         | AG2R Citroën Team                  | + 1 min 52 s    |

### Trofeo Pollensa-Puerto de Andrach
| \| Clasificación general \| Clasificación general \| Clasificación general \| Clasificación general \| Clasificación general \| \| Ciclista \| Ciclista \| Equipo \| Tiempo \| \| \| --------------------- \| --------------------- \| ---------------------------------- \| --------------------- \| --------------------- \| \| 1.º \| Alejandro Valverde \| Movistar Team \| 4 h 14 min 50 s \| \| \| 2.º \| Brandon McNulty \| UAE Team Emirates \| + 0 s \| \| \| 3.º \| Aleksandr Vlásov \| Bora-Hansgrohe \| + 3 s \| \| \| 4.º \| Michael Matthews \| BikeExchange-Jayco \| + 6 s \| \| \| 5.º \| Felix Gall \| AG2R Citroën Team \| + 10 s \| \| \| 6.º \| Simon Clarke \| Israel-Premier Tech \| + 10 s \| \| \| 7.º \| Élie Gesbert \| Arkéa-Samsic \| + 10 s \| \| \| 8.º \| Tim Wellens \| Lotto-Soudal \| + 13 s \| \| \| 9.º \| Kobe Goossens \| Intermarché-Wanty-Gobert Matériaux \| + 19 s \| \| \| 10.º \| Simon Geschke \| Cofidis \| + 28 s \| \| |                    |                                    |                 |
| |                    |                                    |                 |
| Fuente: ProCyclingStats |                    |                                    |                 |
| Clasificación general |                    |                                    |                 |
| Ciclista | Ciclista           | Equipo                             | Tiempo          |
| 1.º | Alejandro Valverde | Movistar Team                      | 4 h 14 min 50 s |
| 2.º | Brandon McNulty    | UAE Team Emirates                  | + 0 s           |
| 3.º | Aleksandr Vlásov   | Bora-Hansgrohe                     | + 3 s           |
| 4.º | Michael Matthews   | BikeExchange-Jayco                 | + 6 s           |
| 5.º | Felix Gall         | AG2R Citroën Team                  | + 10 s          |
| 6.º | Simon Clarke       | Israel-Premier Tech                | + 10 s          |
| 7.º | Élie Gesbert       | Arkéa-Samsic                       | + 10 s          |
| 8.º | Tim Wellens        | Lotto-Soudal                       | + 13 s          |
| 9.º | Kobe Goossens      | Intermarché-Wanty-Gobert Matériaux | + 19 s          |
| 10.º | Simon Geschke      | Cofidis                            | + 28 s          |

### Trofeo Playa de Palma-Palma
| \| Clasificación general \| Clasificación general \| Clasificación general \| Clasificación general \| Clasificación general \| \| Ciclista \| Ciclista \| Equipo \| Tiempo \| \| \| --------------------- \| --------------------- \| ------------------------ \| --------------------- \| --------------------- \| \| 1.º \| Arnaud De Lie \| Lotto-Soudal \| 3 h 54 min 23 s \| \| \| 2.º \| Juan Sebastián Molano \| UAE Team Emirates \| + 0 s \| \| \| 3.º \| Sasha Weemaes \| Sport Vlaanderen-Baloise \| + 0 s \| \| \| 4.º \| Hugo Hofstetter \| Arkéa-Samsic \| + 0 s \| \| \| 5.º \| Luca Colnaghi \| Bardiani CSF Faizanè \| + 0 s \| \| \| 6.º \| Michael Matthews \| BikeExchange-Jayco \| + 0 s \| \| \| 7.º \| Giacomo Nizzolo \| Israel-Premier Tech \| + 0 s \| \| \| 8.º \| Filippo Fiorelli \| Bardiani CSF Faizanè \| + 0 s \| \| \| 9.º \| Matteo Moschetti \| Trek-Segafredo \| + 0 s \| \| \| 10.º \| Max Walscheid \| Cofidis \| + 0 s \| \| |                       |                          |                 |
| |                       |                          |                 |
| Fuente: ProCyclingStats |                       |                          |                 |
| Clasificación general |                       |                          |                 |
| Ciclista | Ciclista              | Equipo                   | Tiempo          |
| 1.º | Arnaud De Lie         | Lotto-Soudal             | 3 h 54 min 23 s |
| 2.º | Juan Sebastián Molano | UAE Team Emirates        | + 0 s           |
| 3.º | Sasha Weemaes         | Sport Vlaanderen-Baloise | + 0 s           |
| 4.º | Hugo Hofstetter       | Arkéa-Samsic             | + 0 s           |
| 5.º | Luca Colnaghi         | Bardiani CSF Faizanè     | + 0 s           |
| 6.º | Michael Matthews      | BikeExchange-Jayco       | + 0 s           |
| 7.º | Giacomo Nizzolo       | Israel-Premier Tech      | + 0 s           |
| 8.º | Filippo Fiorelli      | Bardiani CSF Faizanè     | + 0 s           |
| 9.º | Matteo Moschetti      | Trek-Segafredo           | + 0 s           |
| 10.º | Max Walscheid         | Cofidis                  | + 0 s           |